# Edwin Graves
Edwin Darius "Ed" Graves, Jr. (født 10. juli 1897 i Chesapeake City, Maryland, død 29. april 1986) var en amerikansk roer og olympisk guldvinder.

## Rokarriere
Graves roede, mens han gik på det amerikanske flådeakademi i Annapolis, og dette holds otter blev udtaget til OL 1920 i Antwerpen. Besætningen bestod foruden Graves af Virgil Jacomini, Bill Jordan, Ed Moore, Zeke Sanborn, Don Johnston, Vince Gallagher, Clyde King og styrmand Sherm Clark, og amerikanerne vandt deres indledende heat og semifinalen sikkert. I finalen mødte de den britiske båd, der ligeledes var gået ret sikkert til finalen, og efter at briterne var startet bedst og havde en klar føring midtvejs, men med 300 m tilbage satte amerikanerne deres sprint ind og indhentede briterne med 50 m tilbage og vandt med under et sekunds forspring.

## Videre karriere
Han tog sin officerseksamen i juni 1920 og forblev i Annapolis for at kunne træne med otteren. Han fortsatte som officer i flåden og blev pensioneret i 1950 med rang af kaptajn.

## OL-medaljer
- 1920:  Guld i otter